# Joachim Scheplitz

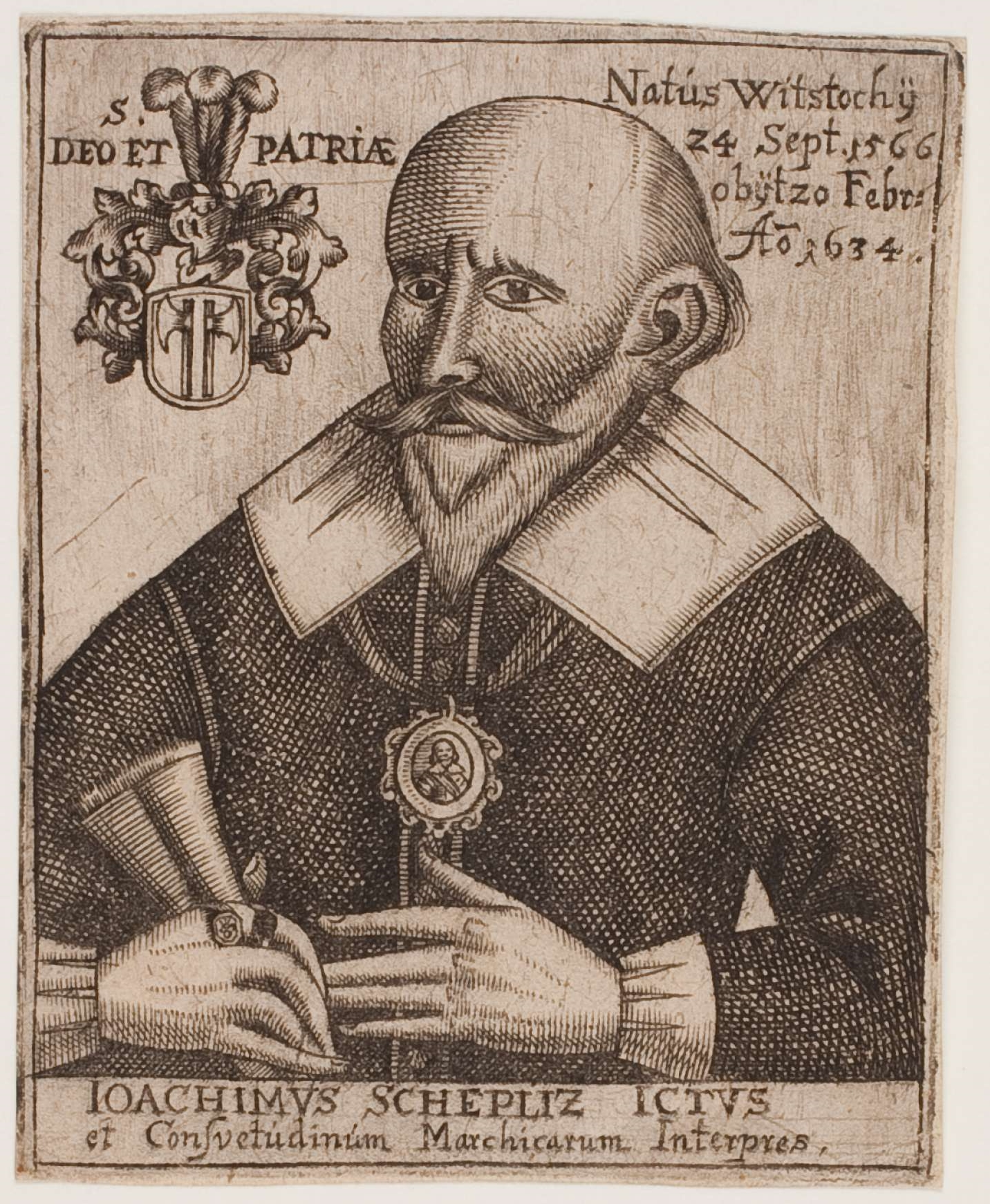
Joachim Scheplitz

Joachim Scheplitz (auch Scheplitzius; * 25. September 1566 in Wittstock/Dosse; † 20. Februar 1634 ebenda) war ein deutscher Richter und Rechtswissenschaftler.
Scheplitz’ Vater war Bürgermeister in Wittstock. Wo Scheplitz seine Bildung erhielt, ist ebenso unbekannt wie der Ort seines Studiums der Rechtswissenschaft. Es ist lediglich bekannt, dass er sein Studium wohl als Doktor der Rechte abschloss. Auch sein weiterer Werdegang liegt im Dunkeln. 1616 wurde er Stadt-, respektive Amtsrichter in Wittstock. In diesem Amt, das er bis zu seinem Tod ausübte, kam er zu großem Ansehen. Seine bleibende und überregional bedeutende Leistung lag in der Edition und Kommentierung von juristischen Schriften diverser Rechtswissenschaftler.

## Publikationen (Auswahl)
- (Hrsg.): Etzliche Statuta und Gewonheiten der Chur und Marke Brandenburg. Grosse, Jena 1608.
- (Hrsg.): Promptuarium Tam Iuris Civilis, Quam Feudalis. Basse, Frankfurt 1608.
- Consuetudines Electoratus Et Marchiae Brandenburgensis, 2 Teile. Grosse, Leipzig 1616–1617.